# Jump (반 헤일런의 노래)
〈Jump〉는 미국의 록 밴드 반 헤일런의 노래이다. 1983년 12월 21일, 그들의 음반 《1984》의 리드 싱글로 발매되었다. 이 곡은 반 헤일런의 가장 성공적인 싱글로, 미국 빌보드 핫 100에서 1위에 올랐다. 이 곡은 비록 기타 솔로가 포함되어 있지만 키보드 라인에 의해 구동된다는 점에서 이전의 반 헤일런 노래와는 다르다. 데이비드 리 로스는 이 곡을 자신이 학생이었던 무술가 베니 "더 제트" 우르퀴데즈에게 바쳤다. 2021년 《롤링 스톤》은 〈Jump〉를 역사상 가장 위대한 노래 500곡 중 177위로 선정했다.

## 작사, 작곡 및 구성
신시사이저 라인은 1981년경 에디 반 헤일런에 의해 작곡되었지만 밴드의 다른 멤버들에 의해 거부되었다. 1983년, 프로듀서 테드 템플먼은 로스에게 사용되지 않은 노래 아이디어를 들어달라고 요청했다. 1951년, 머큐리 뒤에서 밴드 로드리 호슬러가 운전하는 동안 로스는 반복적으로 이 곡을 들었다. 가사를 생각해내기 위해, 그는 전날 밤 자살 점퍼에 대한 TV 뉴스 보도를 본 것을 기억했다. 로스는 그러한 행사의 구경꾼들 중 한 명이 불가피하게 "go ahead and jump(계속해서 뛰어)"라고 외칠 것이라고 생각했다. 로스는 이 제안을 호슬러에게 물리쳤지만, 자살 가능성에 대한 설명 대신 행동, 삶, 사랑에 대한 존재론적 초대장으로 쓰였다. 로스는 나중에 《뮤지션》 잡지에 호슬러가 "아마도 이 음반이 어떻게 나왔는지에 가장 큰 책임이 있을 것"이라고 말했다. 이 곡은 C 장조의 키로, 기타 솔로는 B♭ 마이너로 되어 있다. 〈Jump〉는 분당 129박자의 보통 시간 템포를 가지고 있다.
테드 템플먼은 〈Jump〉가 에디 반 헤일런의 새로 지은 홈 스튜디오에서 녹음되었다고 회상한다. "엔지니어 돈 랜디와 에디는 한밤중에 홀로 트랙을 내려놓았습니다. 음파적인 이유로 한 번에 재촬영합니다. 데이비드는 그날 오후 머큐리 컨버터블 뒷좌석에서 가사를 썼습니다. 그날 오후에 모든 보컬을 끝내고 그날 저녁에 믹스했어요."
키보드 부분은 오버하임 OB-Xa에서 연주되었다. 라이브 공연은 에디의 신시사이저 솔로 《1984》로 시작되었다. 로스와의 재결합 투어 동안, 두 곡은 밴드의 앙코르에 사용되었다.
홀 & 오츠의 데릴 홀에 따르면, "에디 반 헤일런은 그가 〈Kiss on My List〉에서 신시사이저 파트를 복사해서 〈Jump〉에 사용했다고 말했습니다. 저는 그것에 전혀 문제가 없어요."
음악적으로 이 곡은 밴드의 원래 스타일에서 벗어나 대중적이고 라디오 친화적인 사운드를 더 많이 수용했다. 〈Jump〉는 하드 록과 팝의 조합으로, 1980년대의 팝 록의 예로서 "신스 로커"로 묘사되어 왔고, 베이스 음이 반복되고 표준적인 록 기악이 있는 클래식 록 기반 위에 세워졌으며, "진정한 록 걸작"으로 묘사되어 왔다. 이 노래는 또한 글램 메탈의 국가로 묘사되었다.

## 뮤직 비디오
〈Jump〉의 뮤직 비디오는 피트 엔젤러스와 데이비드 리 로스가 감독을 맡았다. 이것은 간단한 퍼포먼스 클립이다. 이 곡은 MTV 비디오 뮤직 어워드에 세 차례 후보로 올랐고, 이 비디오로 "베스트 스테이지 퍼포먼스"를 수상했다. 비디오 버전의 곡의 오디오 믹스에는 마지막 코러스 전에 로스가 "아 오 오!"라고 외치는 소리가 추가로 들어있다.

## 반응
〈Jump〉는 VH1의 1980년대 100대 명곡에서 15위에 올랐다. 이 곡은 로큰롤 명예의 전당과 박물관에 의해 "로큰롤을 형성한 500곡" 중 하나로 등재되었다. Vulture.com의 척 클로스터먼은 이 곡을 "최고의 순서로 배열된 6개의 기본적인 키보드 코드의 순수한 기쁨의 표현과 전례 없는 힘"이라고 말하며, 이 곡을 16번째로 최고의 반 헤일런 곡으로 평가했다. 2012년 하계 올림픽을 앞두고, 이 노래는 PRS 포 뮤직 회원들을 대상으로 한 투표에서 가장 인기 있는 스포츠 국가로 선정되었다.

## 인증
| 국가                                                                                         | 인증     | 판매량/출하량 |
| -------------------------------------------------------------------------------------------- | -------- | ------------- |
| 이탈리아 (FIMI)                                                                              | 플래티넘 | 50,000        |
| 일본 (RIAJ)                                                                                  | 골드     | 100,000*      |
| 영국 (BPI)                                                                                   | 플래티넘 | 600,000       |
| 미국 (RIAA)                                                                                  | 골드     | 1,000,000^    |
| *판매량을 기반으로 한 인증 · ^출하량을 기반으로 한 인증 · 판매량+스트리밍을 기반으로 한 인증 |          |               |